# Halina Borowikowa
Halina Borowikowa, z d. Gordziałkowska, pseud. Jerzy Marlicz (ur. 1 lipca 1898 w Baraniu, zm. 10 czerwca 1980 w Luziânii w Brazylii) – polska pisarka i tłumaczka. Przetłumaczyła powieści Jamesa Olivera Curwooda i była autorką kontynuacji jego powieści Łowcy wilków i Łowcy złota zatytułowanej Łowcy przygód.

## Życiorys
Urodzona w rodzinie ziemiańskiej, w dzieciństwie kształciła się w szkołach w Lozannie, Warszawie i Mińsku. W latach 1912–1916 mieszkała w majątku Borysów pod Mińskiem, w 1915 debiutowała jako pisarka krótką nowelą w jednodniówce. W 1917, zmuszona wraz z rodzicami do ucieczki przed bolszewikami, znalazła się w Barnaule na Syberii, od 1919 we Władywostoku. Współpracowała tam z teatrem amatorskim, publikowała wiersze, uczestniczyła w pracach Komitetu Ratunkowego Dzieci Polskich na Dalekim Wschodzie. W 1920 powróciła do Polski, zamieszkała w Warszawie, później w Toruniu. Jej pierwszym mężem był Józef Borowik (1891-1968) – przyrodnik, dyrektor Instytutu Bałtyckiego.
W okresie międzywojennym współpracowała z prasą (m.in. z „Przeglądem Myśliwskim i Łowieckim”, „Naokoło Świata”, „Tęczą”, „Łowcem”, „Kurjerem Warszawskim”), gdzie publikowała opowiadania i artykuły podróżnicze. Od 1924 zajmowała się tłumaczeniem, początkowo z japońskiego. Większość jej dorobku translatorskiego związana jest z twórczością Jamesa Curwooda. Poczynając od 1927 przetłumaczyła jego osiemnaście powieści. W 1932 opublikowała kontynuację powieści Curwooda Łowcy wilków i Łowcy złota zatytułowaną Łowcy przygód. W latach 30. XX wieku opublikowała także kilka książek przygodowo-podróżniczych dla młodzieży.
We wrześniu 1937 wyjechała na stałe do Brazylii, zamieszkała w miejscowości Santa Luzia, gdzie zajmowała się hodowlą bydła i ogrodnictwem, współpracując okazjonalnie z prasą.
W 1951 wszystkie jej utwory zostały wycofane z polskich bibliotek oraz objęte cenzurą.

## Publikacje
Lista na podstawie katalogu NUKAT.
- Łowcy przygód (1932)[1]
- Bractwo Białego Lamparta: Opowieść kolonialna (1933)[1]
- Ośmiornica: Powieść syberyjska (1935)
- Bezdroża (1936)
- Hotel na wodzie (1936)
- Dzicy ludzie: nowele afrykańskie (1937)

## Tłumaczenia
Lista na podstawie katalogu NUKAT.
- Nami-ko: powieść, Kenjirō Tokutomi
- Ster na lewo: powieść japońska, Shimei Futabatei
- Łowcy wilków, J.O. Curwood
- Łowcy złota, J.O. Curwood
- Włóczęgi północy, J.O. Curwood
- Szara Wilczyca, J.O. Curwood
- Bari, syn Szarej Wilczycy, J.O. Curwood
- Steele z Królewskiej Konnej, J.O. Curwood
- Tajemnica Johna Keitha, J.O. Curwood
- Dolina śmierci, J.O. Curwood
- Płonący las, J.O. Curwood
- Władca skalnej doliny, J.O. Curwood
- Błyskawica, J.O. Curwood
- Na końcu świata, J.O. Curwood
- Dolina Ludzi Milczących, J.O. Curwood
- Kwiat Dalekiej Północy, J.O. Curwood
- Osadnicy, J.O. Curwood
- Najdziksze serca, J.O. Curwood
- Dziewczyna spoza szlaku, J.O. Curwood